# Wuzhi
Wuzhi (chinês: 五指山, pinyin: Wǔzhǐ Shān, lit. ‘Montanha dos Cinco Dedos’) é a mais alta montanha da ilha e província chinesa de Ainão, atingindo no topo os 1840 m de altitude. Fica no centro-sul de Ainão. A área em redor da montanha é habitada pelos Li e a cidade mais próxima é Wuzhishan.

## Ligações externas

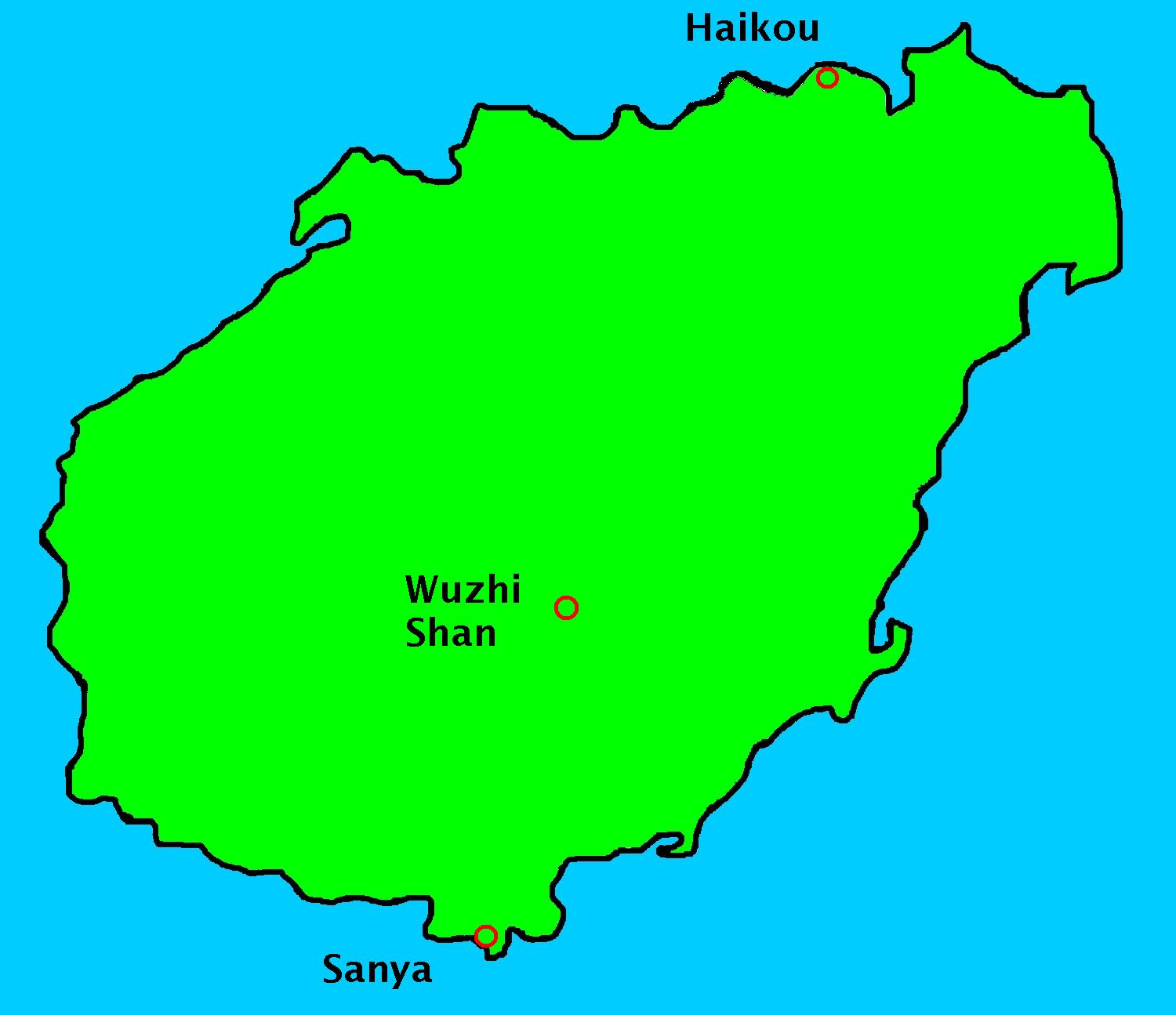
Localização da montanha em Ainão